# Lachancea cidri
Lachancea cidri är en svampart som först beskrevs av Legakis, och fick sitt nu gällande namn av Kurtzman 2003. Lachancea cidri ingår i släktet Lachancea och familjen Saccharomycetaceae.   Inga underarter finns listade i Catalogue of Life.